# Crown (condado de Logan)
Crown (condado de Logan) es un área no incorporada ubicada dentro del Distrito Este, una división civil menor del condado de Logan (Virginia Occidental), Estados Unidos. Está catalogada como un asentamiento humano por la Junta de Nombres Geográficos de los Estados Unidos.

## Identificador
El número de identificación asignado por el Sistema de Información de Nombres Geográficos es 1554230.

## Geografía
Se encuentra a una altitud de 248 metros sobre el nivel del mar (814 pies) según el conjunto de datos de elevación nacional.